# André-Saturnin Morin
André-Saturnin Morin, dit "Miron", né le 28 novembre 1807 à Chartres (Eure-et-Loir) et mort le 3 juillet 1888 à Paris, est un avocat, journaliste, écrivain anticlérical, libre penseur et homme politique français.

## Biographie
Né en 1807, André-Saturnin Morin devient très jeune un opposant à la Restauration monarchique et commence à écrire de nombreux articles dans les journaux d'opposition pour défendre les principes de la Révolution française de 1789. Après avoir exercé comme notaire puis comme avocat à Nogent-le-Rotrou (Eure-et-Loir), il est nommé, après la Révolution de 1848, sous-commissaire du gouvernement puis sous-préfet. Aussi, il se présente pour siéger au Conseil municipal de Chartres (Eur-et-Loir). En juillet 1849, il est chargé de réprimer les émeutes ouvrières causées par la fermeture des ateliers nationaux mais ne disposant pas de brigades de gendarmerie suffisante il dût recourir au dialogue pour calmer les tensions. Nommé la même année sous-préfet de Toul (Meurthe-et-Moselle), il refuse ce poste et s'éloigne de la vie politique pour retourner à la vie privée.
Il est conseillers général de la Seine dans le Quartier du Gros-Caillou (7ème arrondissement de Paris) de 1876 à 1881. Il a pris l'initiative de mesures telles que: transformation de l'impôt foncier en un impôt de répartition puis en un "impôt de qualité", imposition de l'école laïque avec éduction laïque du personnel enseignant, liberté illimité d'association et de réunion, etc. Il est aussi un des premiers  promoteur, avec Henri-Blaise Chassaing, de la pratique de la crémation des corps.
Il meurt en 1888 dans son appartement, rue de Lille (Paris).

## Œuvres
- Principes du bornage, éditions A. Marescq aîné, Paris, 1860
- Du Magnétisme et des sciences occultes, éditions G. Baillière, Paris, 1860
- Magnétisme. M. Lafontaine et les sourds-muets, éditions G. Baillière, Paris, 1860
- Étude sur Giroust, député d'Eure-et-Loir à la Convention, éditions Petrot-Garnier, Chartres, 1861
- Dissertation sur la légende "Virgini pariturae", d'après laquelle les druides, plus de cent ans avant Jésus-Christ, auraient rendu un culte à la vierge Marie et lui auraient élevé une statue et consacré un sanctuaire sur l'emplacement actuel de la cathédrale de Chartres, impr. de F. Martinet, Paris, 1863
- Examen du Christianisme: Jésus réduit à sa juste valeur, Imprimerie rationaliste, Genève 1864 (sous le pseudonyme de Miron)
- De la séparation du spirituel et du temporel, éditions G. Baillière, Paris, 1866
- Les Hébertistes modernes, éditions Hurteau, Paris, 1870 (Volume 1 et Volume 2)
- Séparation de l'Église et de l'État, Librairie de la Bibliothèque nationale, Paris, 1871 (3 rééditions à la Librairie de la Bibliothèque démocratique et à la Bibliothèque de la Libre Pensée : 1874, 1876 et 1881)
- Les Tribulations d'un anobli, G. Durand, Chartres, 1872
- Fantaisies théologiques, éditions Le Chevalier, Paris, 1872 (sous le pseudonyme de Miron)
- Les Tribulations d'un anobli, éditions G. Durand, Chartres, 1872
- Le Prêtre et le sorcier, statistique de la superstition, éditions Le Chevalier, Paris, 1872 (sous le pseudonyme de Miron)
- La Confession, Librairie de la Bibliothèque démocratique, Paris, 1873
- La France monarchique et cléricale, éditions A. Le Chevalier : Godet : Hurteau, Paris 1873
- Le Mariage des prêtres, Librairie de la Bibliothèque démocratique, Paris, 1874
- L'Esprit de l'Église, éditions A. Le Chevalier : Godet : Hurteau, Paris 1874
- La Superstition, Librairie de la Bibliothèque démocratique, Paris, 1875 (réédité à l'Imprimerie. Floch, Nogent-le-Rotrou, 1888)
- La Providence et la politique, Librairie de la Bibliothèque démocratique, Paris, 1875
- La Superstition, Librairie de la Bibliothèque démocratique, Paris, 1875
- Gabriel ou le Vœu ecclésiastique, éditions Godet, Paris, 1876 (sous le pseudonyme de Miron)
- Séparation ou Concordat, Bibliothèque de la Libre Pensée, Paris, 1879
- Au sujet du dégrèvement des taxes d'octroi sur les boissons, éditions A. Lahure, Paris, 1880
- Les principes de 89, Bibliothèque de la Libre Pensée, Paris, 1881
- Les Miracles, éditions Jeanmaire, Bibliothèque de la Libre-pensée, Paris, 1881
- Les funérailles civiles et le mariage civil, éditions Jeanmaire, Paris, 1882
- Essais de critique religieuse, édition F. Alcan, Paris, 1885
- Secrets et mystères de la Maçonnerie, Imprimerie du F. N, Blanpain, 1887

## Sources
1. ↑  Pierre et Paul, « A. S. Morin », Les Hommes d'aujourd'hui,‎ 1878, page 318 (lire en ligne)
2. ↑  Pierre et Paul, « A. S. Morin », Les Hommes d'aujourd'hui,‎ 1878, page 318 (lire en ligne)